# Klopotovice
Klopotovice (en allemand : Klopotowitz) est une commune du district de Prostějov, dans la région d'Olomouc, en Tchéquie. Sa population s'élevait à 280 habitants en 2023.

## Géographie
Klopotovice se trouve à 10,5 km à l'est-sud-est de Prostějov, à 16,5 km au sud d'Olomouc et à 215 km à l'est-sud-est de Prague.
La commune est limitée par Biskupice au nord, par Věrovany à l'est, par Tovačov et Ivaň au sud, et par Hrubčice à l'ouest.

## Histoire
La première mention écrite de la localité date de 1213.

## Transports
Par la route, Klopotovice se trouve à 12 km de Prostějov, à 20 km d'Olomouc et à 272 km de Prague.